# Збігнєв Бужинський
Збігнєв Юзеф Бужинський (Zbigniew Józef Burzyński; 1902–1971) — польський військовик, капітан Війська Польського, пілот і конструктор повітряних куль, один із піонерів польського повітряного спорту, дворазовий переможець Кубка Гордона Беннетта та рекордсмен світу.

## Юність і військова служба
Збігнєв Юзеф Буржинський народився 31 березня 1902 року у Жовкві поблизу Львова в родині Владислава Еразма Бужинського, інженера лісу та доктора права, та Емілії, уродженої Копф. Його дід — Пйотр Бужинський — юрист, професор Ягеллонського університету. Збігнєв навчався в середній школі у Львові, Відні та Кракові, де вступив до кадетського корпусу в Лобзові і склав іспит на закінчення середньої школи в 1919 році. Потім закінчив Артилерійську юнкерську школу в Познані, а потім недовго служив у 1-му гірському артилерійському полку в Новому Торгу.
1 травня 1921 року його відправили на курси аеронавігаційних спостерігачів в Офіцерську аеронавігаційну школу в Торуні, яку він закінчив з першим місцем і залишився там викладачем. Тоді йому було присвоєно звання молодшого лейтенанта. Він переклав з французької мови інструкцію із збірки купленого з надлишків дирижабля під назвою «Лех» і брав участь у складанні та льотних випробуваннях без участі інструктора. 27 вересня 1922 року він здійснив свій перший вільний політ на повітряній кулі. 18 травня 1923 року йому присвоєно звання лейтенанта з вислугою років 1 березня 1923 року і 3-е місце в корпусі повітроплавних офіцерів. На той час він служив у 2-му аеронавігаційному батальйоні в Яблонному.
У 1924 році він пройшов стажування на військовій фабриці повітряних куль у Шале-Медон (Франція), а потім, після повернення, відкрив першу польську майстерню з виробництва покриттів для повітряних куль у Центральній аеронавігаційній майстерні в Легьоново. Під його керівництвом було побудовано першу польську прив'язну та вільну повітряну кулю. Працював у Легьонові на різних посадах до березня 1937 року, зокрема був співробітником конструкторського бюро, командиром оглядової аеростатної роти 2-го аеростатного батальйону. 5 березня 1934 року йому було присвоєно звання капітана з вислугою років 1 січня 1934 року та 21-ю посадою в офіцерському корпусі повітроплавання.
У 1937—1939 роках Бужинський закінчив курси авіаційних технічних офіцерів у Варшаві та сконструював прототип польської загороджувальної кулі.

## Спортивні досягнення до 1939 року

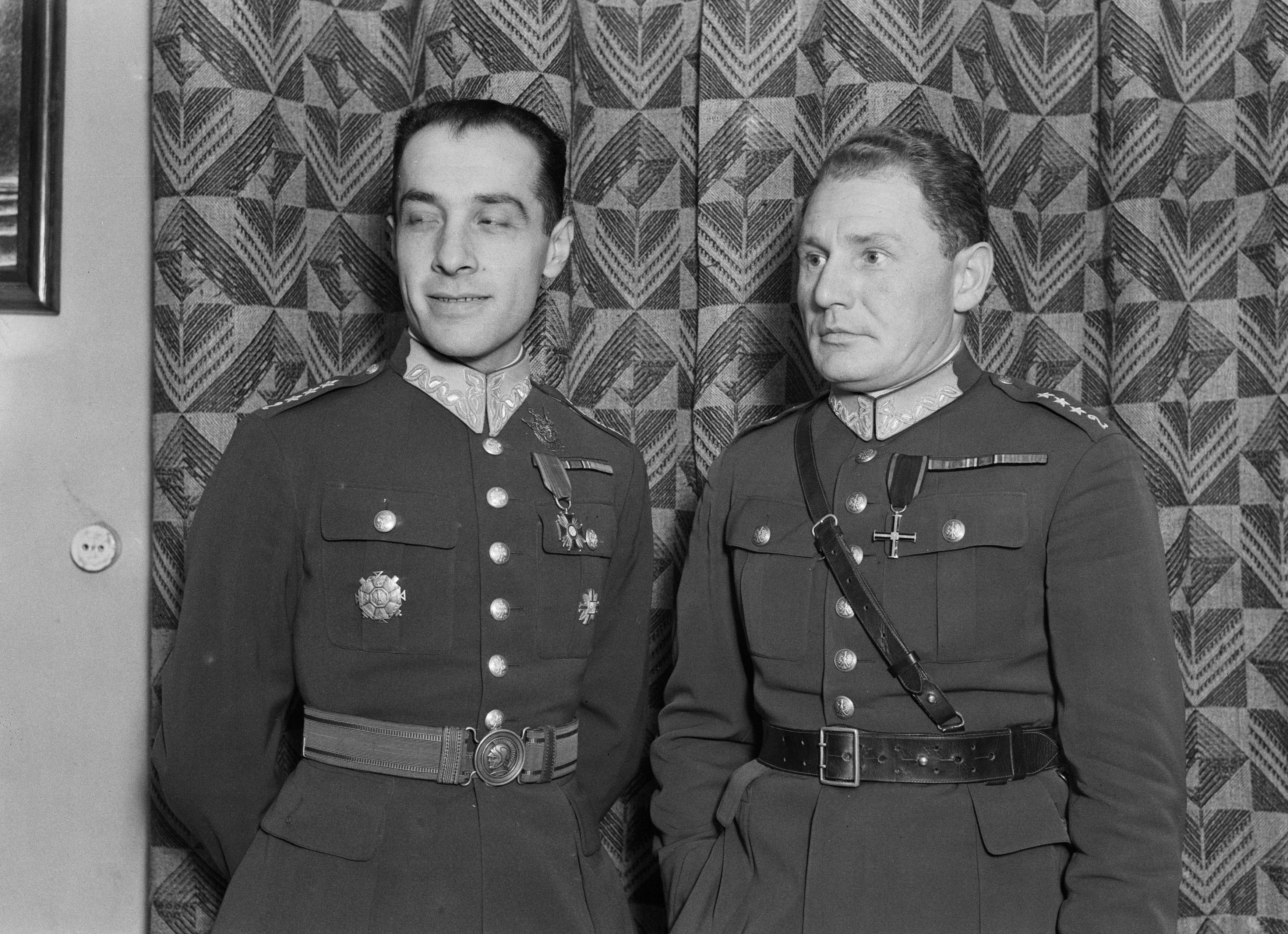
Ліворуч Збігнєв Бужинський, праворуч Францішек Гінек

З 1928 року Бужинський займався повітроплаванням. У вересні цього року він брав участь у 3-му національному конкурсі вільних повітряних куль, літаючи на повітряній кулі «Львів» під командуванням Францішека Гінека (об'ємом 750 м³) і посів перше місце на найдовшій дистанції 380 км (з 4 екіпажів). У 1929 році брав участь у міжнародних змаганнях у Познані як помічник на повітряній кулі «Вільнюс» (пілот Ю. Сєлевич, 6 місце з 7 екіпажів).
У 1932 році Бужинський і Францішек Гінек вперше представляли Польщу на міжнародних змаганнях повітряних куль на Кубок Гордона Беннета (це був перший рік, коли там змагалися польські екіпажі). За політ на повітряній кулі «Гдиня» (1200 м³) на відстань 1075 км від Базеля до Бєлян протягом 17 годин отримали нагороду за найкращу швидкість 63 км/год, у сумі посіли 6 місце з 16 екіпажів. 28 лютого 1933 року Бужинський і Гінек здійснили перший у Польщі висотний політ на повітряній кулі, досягнувши польського рекорду 9762 м на повітряній кулі «Торунь» (2200 м³).
У 1933 році на 21-му змаганні за Кубок Гордона Беннетта, який відбувся в Чикаго, Гінек і Бужинський перемогли, полетівши на повітряній кулі SP-ADS «Kościuszko» (2200 м³), відстань 1361 миль від місця запуску в Чикаго до Олмеса в Канаді. Політ тривав 39 годин 39 хвилин. Це була перша перемога Польщі на цьому змаганні.
На 22-му змаганні за Кубок Гордона Беннетта в 1934 році у Варшаві Бужинський пілотував повітряну кулю «Warszawa II» як командир разом з лейтенантом Яном Закжевським і посів друге місце, пролетівши понад 1301 км за 36 год 42 хв до Рязані.
У наступних XXIII змаганнях на Кубок Гордона Беннетта 15-18 вересня 1935 року у Варшаві, керуючи повітряною кулею Polonia II разом з Владиславом Висоцьким, Бужинський здобув другу перемогу, пролетівши дистанцію 1650.47 км за 57 годин 54 хвилини до Тишкіно під Сталінградом. При цьому вони встановили світові рекорди на дальність і тривалість польоту в своєму класі.
28 березня 1935 року Бужинський і Висоцький встановили світовий рекорд висоти польоту на аеростаті 9437 м (аеростат «Варшава II»), а 11 липня 1935 року — польський рекорд висоти польоту 10 200 м. 29 березня 1936 року Бужинський разом з Костянтином Наркевичем-Йодко встановили новий світовий рекорд висоти польоту 10 853 м (у класі аеростатів А-9 місткістю 3001–4000 м²) на аеростаті «Warszawa II» .
Бужинський також брав участь у змаганнях на Кубок Гордона Беннетта 1936 року у Варшаві, посівши 6 місце з 10 екіпажів (повітряна куля «Polonia II», дистанція 1428,64 км) і в 1937 році в Брюсселі, посівши 8 місце з 12 екіпажів (повітряна куля «LOPP», 825 км). У 1938 році він був призначений пілотом стратосферної кулі " Gwiazda Polski ", однак політ не здійснився.

## Війна та повоєнний період
Під час нападу Німеччини на Польщу у вересні 1939 року Бужинський був командиром роти спостережних аеростатів. Потрапив у німецький полон, де перебував з 6 жовтня 1939 року по 1 квітня 1945 року. Згодом служив зв'язковим 4-ї бригади командос у Німеччині, після чого в листопаді 1945 року повернувся до Польщі.
У 1955 році закінчив Варшавський технічний університет, отримавши диплом інженера-механіка за спеціальністю «аеростат». Потім працював там старшим помічником і конструктором Управління будівництва аеропорту. Водночас він став ініціатором відродження повітроплавання в Польській Народній Республіці і був активним громадським діячем авіації. Він став головою новоствореної Ради повітряних куль Аероклубу Польської Народної Республіки в 1956 році, а потім багаторічним головою Комісії повітряних куль APRL. З 1956 року також був членом авіаційної історичної комісії APRL. З 1957 року він входив до Клубу старших авіаторів APRL, був членом правління та членом ревізійної комісії. З 1963 року належав до Польської об'єднаної робітничої партії.
У 1956—1969 роках брав участь у розробці технічної документації, керівництві будівництвом і польотами вільних аеростатів, підготовкою їх пілотів, інструкторів і механіків. Брав участь в організації національного конкурсу повітряних куль. Він був постійним делегатом Міжнародної комісії FAI з повітряних куль у Парижі . У 1966—1969 роках він також допоміг відновити повітроплавання в Чехословаччині, здійснюючи технічний нагляд і тренуючи пілотів. Загалом Збігнєв Бужинський здійснив 138 польотів на повітряній кулі — найбільше в Польщі, з них 73 до війни. Він налітав близько 1500 годин на різних типах повітряних куль.
Похований на військовому кладовищі Повонзки у Варшаві (секція C14-5-14) .

## Ордени та нагороди

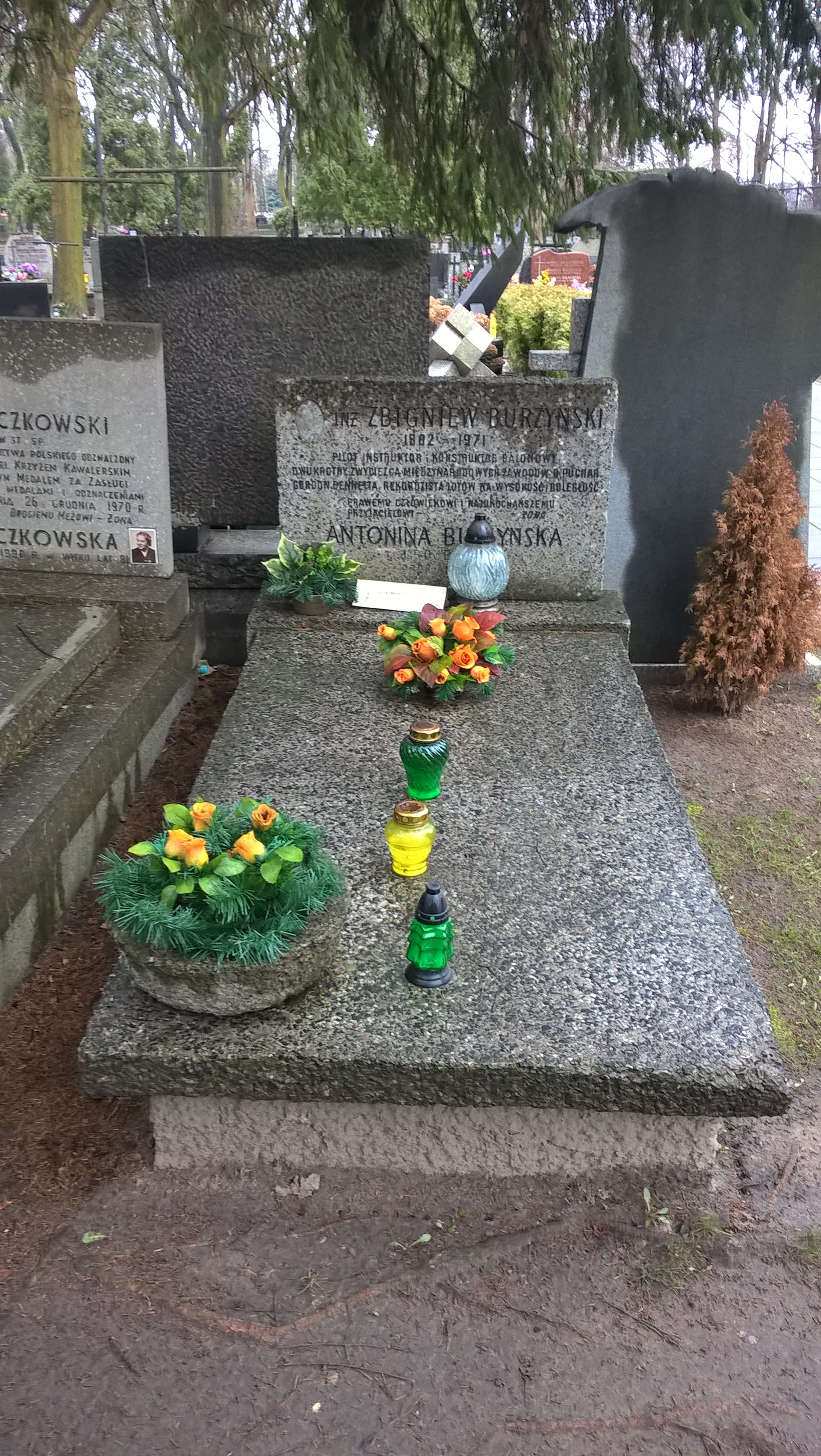
Могила Збігнєва Бужинського на військовому цвинтарі Повонзки у Варшаві

- Офіцерський хрест ордена Відродження Польщі (1964)
- Лицарський хрест Ордена Відродження Польщі (11 листопада 1935)[7]
- Золотий Хрест Заслуги (двічі: 9 жовтня 1933[8], 1934[9])
- Пам'ятна медаль за війну 1918—1921 рр.[10]
- Медаль «Десятиліття відновлення незалежності».
- Бронзова медаль «За заслуги в обороні країни» (1967)
- Почесний знак Ліги протиповітряної та протигазової оборони
- Відзнака Заслуженого діяча спортивної авіації (1966)
- Значок повітроплавця[11][12]

## Нагороди
- Диплом Поля Тіссандьє (1958)
- Диплом Монгольф'є[13] FAI (1959)

## Вшанування пам'яті
- 5 грудня 1977 року у Варшаві одна з вулиць нинішнього району Прага-Полудне була названа на честь Збігнєва Бужинського[14]
- У Гданську в маєтку Заспа, побудованому на місці колишнього військово-цивільного аеропорту, є вулиця його імені.